# Ectophasia
Ectophasia — рід тахінід підродини Phasiinae.

## Опис
Довжина тіла 5-9 мм. Орбіти з двома рядами волосків. На щитку дві пари щетинок. Крила затемнені в основній частині крила, особливо у самиць. Черевце без щетинок, у самців воно сильно сплюснуте. Види роду мають високий рівень мінливості, тому ідентифікація їх часто буває утруднена.

## Класифікація
Рід описав американський ентомолог Чарлз Таунсенд 1912 року. До складу роду включають шість видів.
- Ectophasia atripennis (Townsend, 1927)
- Ectophasia crassipennis (Fabricius, 1794)
- Ectophasia leucoptera (Rondani, 1865)
- Ectophasia oblonga (Robineau-Desvoidy, 1830)
- Ectophasia platymesa (Walker, 1858)
- Ectophasia rotundiventris (Loew, 1858)

## Біологія

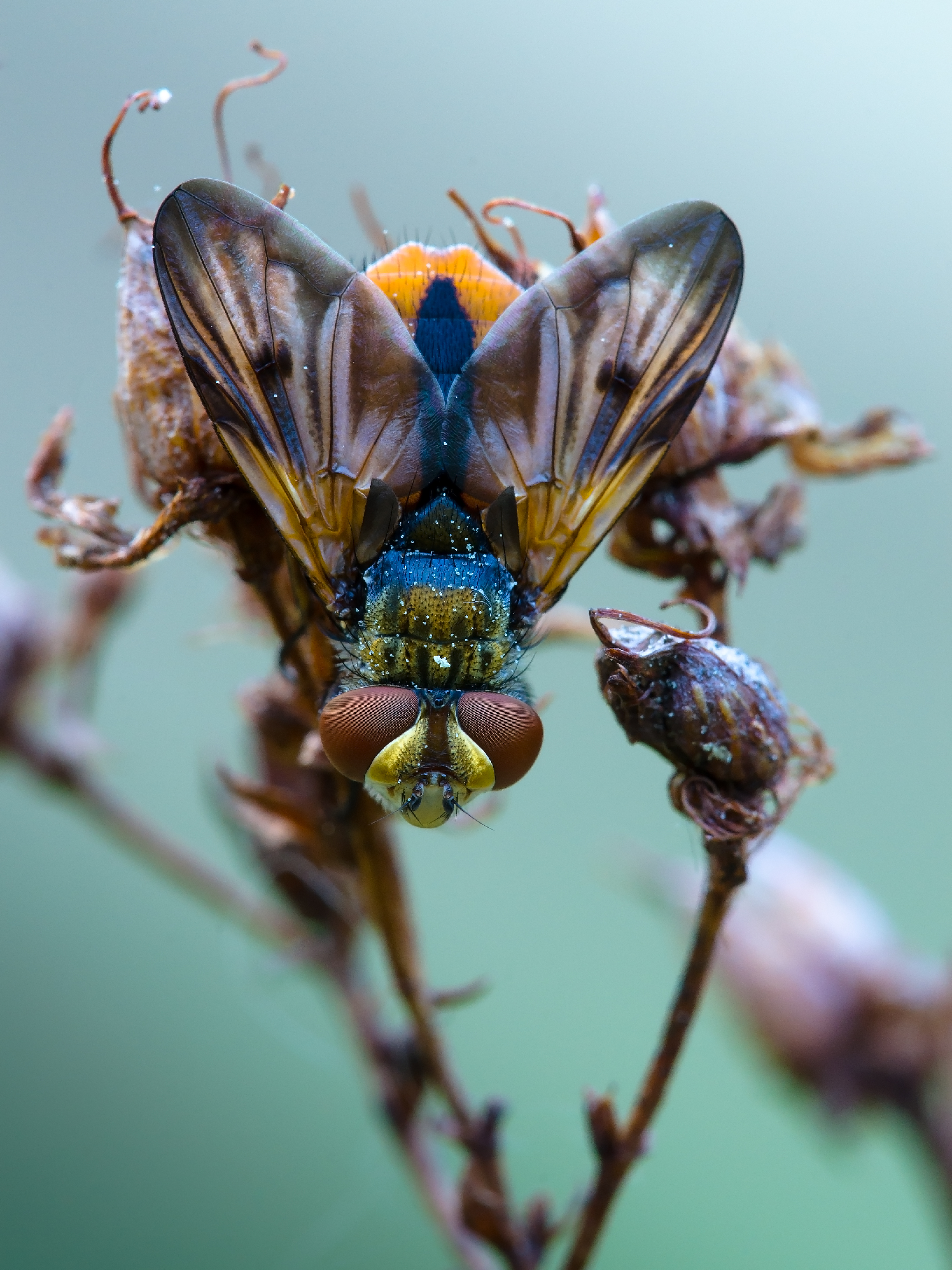
Самець Ectophasia crassipennis, Україна

Паразити клопів-щитників, редувіїд, деревних щитників, крайовиків і наземників. Личинка, завершивши розвиток, виділяє специфічні речовини і, зазвичай, руйнує генітальний сегмент черевця господаря, що призводить до загибелі клопа. Найпоширеніший вид роду Ectophasia crassipennis випробовувався для боротьби зі шкідливою черепашкою. Мухи відвідують квіти рослин.

## Поширення
Представники роду трапляються в Палеарктиці й Індомалаї.